# Antonio Guadagnini
Antonio Guadagnini (Esine, 1º gennaio 1817 – Arzago d'Adda, 7 giugno 1900) è stato un pittore italiano.

## Biografia
Frequenta il ginnasio di e l'Accademia di belle arti Tadini a Lovere.
È stato attivo in Val Camonica nel XIX secolo. Fu amico della nobile famiglia Sessa che lo ospitarno presso la Cascina Ravajola e gli commissionarono dei ritratti e altre pitture. Morìad Arzago d'Adda il 7 giugno 1900 . Secondo la tradizione arzaghese, la famiglia Sessa lo fece tumulare nella propria cappella, oggi di proprietà dei Gatti Grami Sessa.
Le sue opere comprendono:
- Ardesio - L'adorazione dei Magi e Le nozze di Cana nel Santuario della Madonna delle Grazie (1848).
- Caprino Bergamasco - la pala dell'altare maggiore: Il martirio di San Biagio , san Biagio e l'Immacolata Concezione nella cappella dedicata.
- Pisogne - nella parrocchiale di Santa Maria Assunta, Transito di san Giuseppe (1851).
- Gianico - la pala dell'altare maggiore con la Madonna in trono, san Michele, san Rocco, sant'Antonio di Padova e santo Stefano (olio su tela del 1895).
- Esine - la Conversione di san Paolo (1854) nella chiesa parrocchiale
- Breno - Adorazione dei Magi e La gloria della Santissima Eucaristia (affresco 1854).
- Cimbergo - ventotto affreschi alcuni dei temi a lui più cari come l'Incoronazione di Maria, l'Annunciazione, l'Incontro di Maria con Elisabetta e l'Immacolata Concezione (1863).
- Nadro - vita di Gesù e della Madonna (affreschi della volta, 1896)
- Sale Marasino - Intercessione dei santi alla SS. Trinità (affresco in presbiterio, 1856)[2]
- Santicolo - Adorazione dei Magi (affresco).
- Sovere - Ciclo di affreschi di tema risorgimentale a Palazzo Silvestri (1861) tra cui Apoteosi delle Arti, Torquato Tasso ed Eleonora, L'Italia che unisce Forza e Prudenza, Dante e Beatrice
- Ossimo - pala altare maggiore chiesa parrocchiale di Ossimo Superiore ss Gervasio e Protasio con la Madonna e Cristo morto, 1843)
- Castrezzato - pala del Santo Rosario (o della Madonna del Rosario, 1858[3])
- Passirano - ciclo di affreschi nella chiesa parrocchiale: Adorazione dei Magi; la Resurrezione; Deposizione dalla croce; l'incoronazione di Maria ; la Trasfigurazione; i quattro evangelisti ; due monocromo con san Zeno predicatore e san Zeno legislatore; due monocromo con la conversione di Saulo e la consegna delle chiavi a san Pietro; due monocromi con il battesimo di Gesù e la Samaritana al pozzo; san Faustino e Giovita; sant'Ambrogio; san Giovanni Crisostomo; san Girolamo; sant'Agostino; il profeta Mosè; sant'Atanasio; san Gregorio Magno; il profeta Melchissedech e il profeta Elia. L'affresco con san Carlo Borromeo e una pala su tela con l'ultima cena. La Pietà, affresco presso l'edicola del camposanto. La Fuga in Egitto, affresco presso la chiesina della Madonna della Vallosa. Scena di Caccia, affresco, palazzo Guarneri.[4]

Numerose sue pitture su tela sono conservate a Cividate Camuno, a Malegno, a Borno e a Villa di Lozio.